# Nâlî
Mela Xidrî Ehmedî Şaweysî Mîkaîlî ou Mela Xidrî Şahrezorî, plus connu sous le nom de Nalî (1797 Souleimaniye- 1856 à Constantinople), est un poète kurde du XIXe siècle. Il est considéré comme le plus célèbre poète kurde d'expression soranî.

## Biographie
Il est né à Khakoo Khol, un village proche de Souleimaniye. Il est l'un des plus grands poètes kurdes de la période classique kurde pour sa contribution à la littérature kurde centrale. On sait peu de chose de sa vie. Il a noué des relations étroites avec les princes de plusieurs principautés kurdes, notamment celles d’Ardalan et de Baban.
En effet, au XVIIIe siècle, la principauté kurde des Baban accroît de manière significative son territoire et sa puissance. En 1784, elle bâtit sa nouvelle capitale, la ville de Silêmanî. Les princes décident de promouvoir leur propre dialecte, la langue de Şahrezor, que l'on désignera plus tard sous le nom de soranî. Ils invitent à leur cour les artistes, les hommes de lettres, les poètes, les incitent à abandonner l'usage du dialecte goranî, jusqu'alors prédominant dans l'expression littéraire kurde, et à adopter la langue de la région qui sera connue sous le nom de soranî.
Au début du XIXe siècle, à la cour de Silêmanî, Nalî rassemble autour de lui les poètes, en les incitant à développer des formes spécifiques. Les activités du groupe animé par Nalî seront bientôt connues sous les noms d' « école de Nalî », ou aussi d'« école Babanî ». Cette école consacrera le kurde de Silêmanî comme langue littéraire. Sous son impulsion, et en raison de sa production, le soranî devient bientôt la langue littéraire kurde la plus importante par le nombre d’auteurs publiés. Les plus célèbres élèves de Nalî sont Ebdul-Rehman Beg Sahibqiran (1805-?), qui écrit sous le nom de Selîm, et Mistefa Sahibqiran (1800-1859).
Mais l'essor de l'« école de Nalî » va être brutalement brisé par la nouvelle politique des Ottomans, qui s'efforcent de liquider les principautés kurdes, entraînant une suite de révoltes, de répression et de massacres. Les poètes vont devoir quitter la région de Silêmanî. Nombre d'entre eux partent pour Constantinople, d'autres pour d'autres régions comme le Mukriyan, ou la ville de Kirkouk.